# Natasa Theodoridou

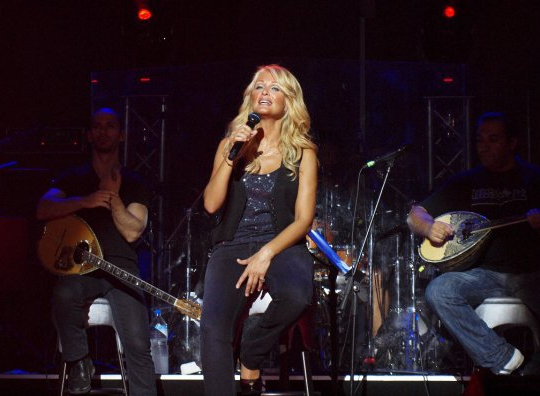
Natasa Theodoridou (2010)

Natasa Theodoridou (griechisch Νατάσα Θεοδωρίδου, * 24. Oktober 1970 in Thessaloniki) ist eine griechische Folk-Pop- und Modern-Laika-Sängerin.

## Biografie
Natasa Theodoridou begann ihre Karriere in den Nachtclubs ihrer Heimatstadt Thessaloniki, zunächst mit Interpretationen bekannter Pop-Songs. 1996 zog sie nach Athen, wo sie bald gemeinsam mit anderen griechischen Gesangsstars wie Antonis Remos, Labis Livieratos und Triantafilos auftrat. Im August 1997 erschien dann ihre erste CD „Natasa Theodoridou“, die sofort Gold und Platin erhielt. Seither zählt Natasa Theodoridou zu den größten Stars der griechischen Musikszene.
Natasa Theodoridou hat mit einer Reihe bekannter griechischer Komponisten zusammengearbeitet, die ihr halfen ein einzigartiges Repertoire aufzubauen. Beispiele sind Giorgos Theofanous, Antonis Vardis, Giorgos Moukidis, Kyriakos Papadopoulos, Michalis Hatzigiannis, Evi Droutsa, Natalia Germanou. Auf der Bühne war sie auch in gemeinsamen Programmen mit Giorgos Mazonakis, Nikos Kourkoulis, Elli Kokkinou, Sarbel und Marinella zu sehen. Großes Aufsehen erregte im Jahr 2000 ihr ungewöhnliches Duett „Επιτέλους“ (dt. „Endlich“) mit Keti Garbi auf deren vierfach mit Platin prämiertem Album Το Κάτι (dt. Das gewisse Etwas").
Ein Meilenstein ihrer Karriere war das 2003 erschienene Live-Doppelalbum Μια διαδρομή Θεσσαλονίκη-Αθήνα (dt. „Einfache Fahrt Thessaloniki-Athen“), eine auch auf DVD erschienene Zusammenstellung ihres Showprogramms 2002–2003. In den 37 brillanten Einspielungen dieser ebenfalls mit Platin prämierten Doppel-CD kommt neben dem beeindruckenden Temperament und der unverwechselbaren Stimme Natasa Theodoridous auch die unglaubliche Kraft modern gespielter griechischer Folklore und das gemeinsame Erleben mit dem Publikum zum Ausdruck. Das Album vermittelt einen für Mitschnitte erstaunlich authentischen Eindruck der einzigartigen Atmosphäre griechischer Live-Konzerte.

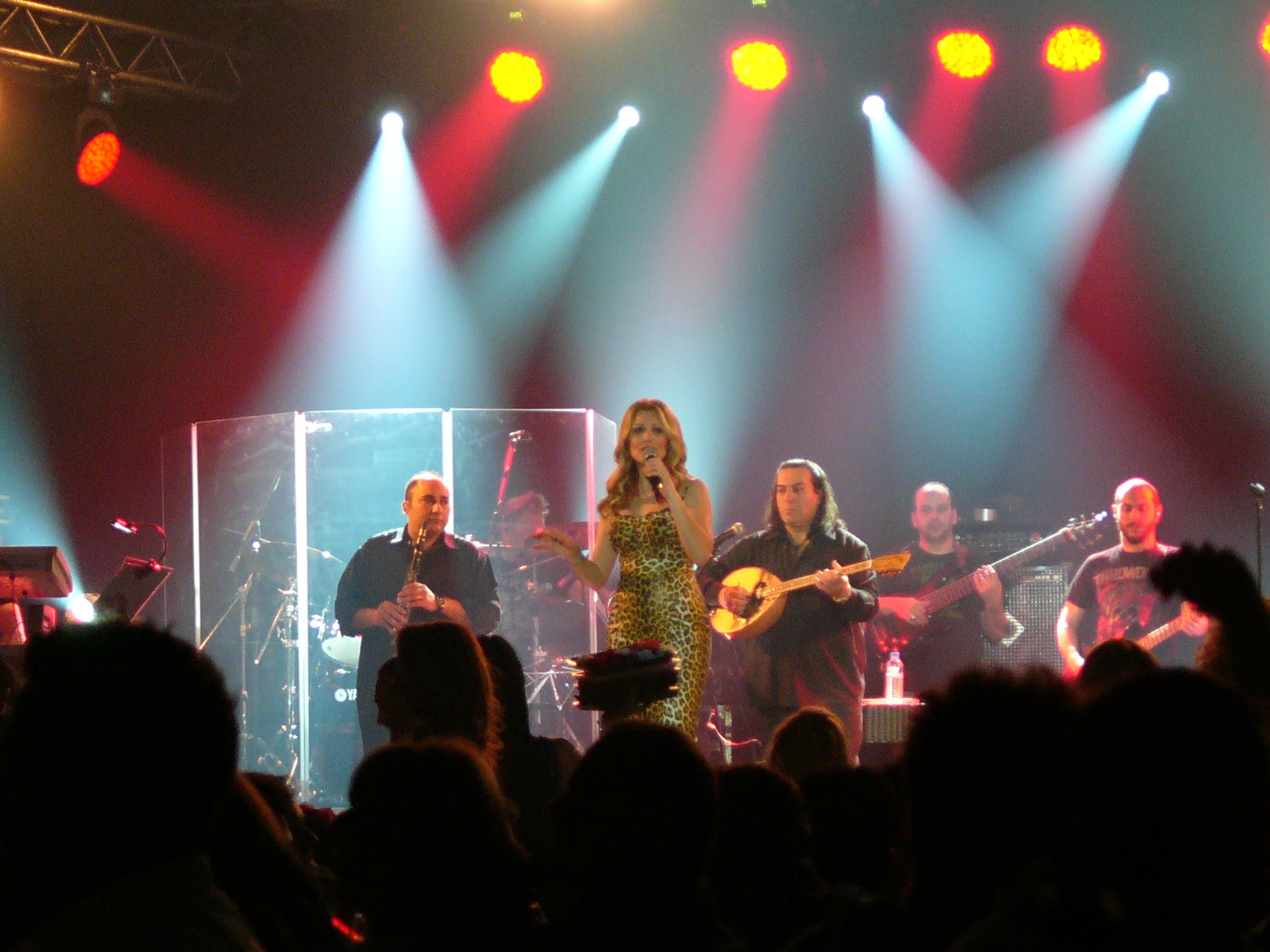
Natasa Theodoridou (2013)

2004 verlässt Natasa Theodoridou mit ihrer CD Έρωτα (dt. „Liebe“) erstmals kurzfristig die Welt des Folk-Pops und singt eine Auswahl gefühlvoller griechischer Melodien nach Texten von Michalis Ganas.
2009 erschien das Platin-Album Μια κόκκινη γραμμή (dt. „Ein roter Faden“). Im Jahre 2010 veröffentlichte die Künstlerin mit Η Ζωή μου Έρωτας (dt. „Mein Liebesleben“) bei Sony BMG ein neues Erfolgsalbum, für das sie das erste Mal seit ihrer CD Έχω μια αγκαλιά im Jahre 2006 ausschließlich Lieder des Komponisten und Texters Giorgos Moukidis sang. Danach setzte sie ihre Zusammenarbeit mit dem griechisch-zypriotischen Erfolgskomponisten Giorgos Theofanous fort. So enthält ihr 2012 erschienenes Platin-Album Απεναντι (dt. „Gegenüber“) seine Kompositionen zu Texten von Thanos Papanikolaou. Das Album enthält auch das Duett mit Marinella Τα χατίρια. Ebenfalls 2012 erschien eine Zusammenstellung ihrer von Giorgos Theofanous geschriebenen Lieder auf der CD Στιγμές (dt. „Momente“). Als einzigen neuen Titel enthält dieses Album ein Duett mit Elena Paparizou Λάθος Αγάπες (dt. „Falsche Liebe“).
Danach verwirklichte sich Natasa Theodoridou ihren Traum, ein Album mit Kompositionen von Antonis Vardis einzuspielen. Die CD Σ’ Αγαπώ (dt. „Ich liebe dich“) erschien Ende 2013, ein Jahr vor dem Tod dieses berühmten Komponisten und Interpreten. Das Album bedeutet zugleich eine Abkehr vom Stil der Modern-Laika, hin zu besinnlichen Liedern, die eher mit Chanson zu vergleichen wären. Mit ihrem Live-Programm 2014/2015 setzte Natasa Theodoridou diesen Trend fort. Das gemeinsame Auftreten mit ihrem Komponisten Giorgos Theofanous, der sie am Flügel begleitete, änderte den Charakter ihrer Konzerte deutlich. Dieses Programm wurde 2015 auf der Live-Doppel-CD Μαζί Με Σένα (dt. „Mit dir zusammen“) aufgezeichnet und zu Silvester im griechischen Fernsehen ausgestrahlt.
2016, nach einem Wechsel des Plattenlabels von Minos-EMI zu Heaven Music, nahm Natasa Theodoridou mit Ασ’ Τα Όλα Κι Έλα (dt. Lass’ alles sein und komm!) wieder eine CD mit schwermütigen Liebesliedern auf, die diesmal aus der Feder von Giorgos Sampanis stammen.
Natasa Theodoridou absolviert eine Vielzahl von Konzertauftritten auf der ganzen Welt. Dabei steht sie sowohl solo mit ihren Musikern unter der Leitung von Thanasis Vichos auf der Bühne, als auch in gemeinsamen Programmen mit anderen griechischen Sängern.
Natasa Theodoridou war zweimal verheiratet und hat aus jeder Ehe eine Tochter.

## Diskografie

### Alben
- 1997: Natasa Theodoridou / Νατάσα Θεοδωρίδου
- 1998: Defteri Agapi / Δεύτερη αγάπη
- 2000: Tha Miliso Me T’ Asteria / Θα μιλήσω με τ’ αστέρια
- 2001: Ip’ Efthini Mou / Υπ' ευθύνη μου
- 2002: Tosi Agapi Pos Na Hathei / Τόση αγάπη πώς να χαθεί
- 2004: Erota, De Xereis N’ Agapas / Έρωτα δεν ξέρεις ν’ αγαπάς
- 2005: Os Ekei Pou I Kardia Mporei N’ Antexei / Ως εκεί που η καρδιά μπορεί ν’ αντέξει
- 2006: Eho Mia Agkalia / Έχω μια αγκαλιά
- 2007: Natasa / Νατάσα
- 2009: Mia Kokkini Grammi / Μια Κόκκινη Γραμμή
- 2010: I Zoi Mou Erotas / Η Ζωή Μου Έρωτας
- 2012: Apenanti / Απέναντι
- 2013: S’ Agapo / Σ’ Αγαπώ
- 2016: As’ Ta Ola Ki Ela / Ασ’ Τα Όλα Κι Έλα
- 2018: Pote Den Efiga Apo ’Do / Ποτέ δεν Έφυγα Απο 'δώ
- 2021: I Erotiki Natasa / Η Ερωτική Νατάσα
- 2024: I Erotiki Natasa 2 / Η Ερωτική Νατάσα 2

### Livealben
- 2003: Mia Diadromi Thessaloniki - Athina / Μια διαδρομή Θεσσαλονίκη-Αθήνα
- 2015: Mazi me sena / Μαζί Με Σένα (mit Giorgos Theofanous)

### Kompilationen
- 2008: Dipla Se Sena / Δίπλα σε σένα
- 2012: Stigmes / Στιγμές

### Singles (Auswahl)
| - 1997: Den S' Adiko - 1997: Ena Spiti Kegete (Krima) - 1998: Den Thelo Tetious Filous (mit Paschalis Terzis) - 1998: Aharisti Kardi - 1998: Endeka Para - 1998: Ti Tha Haso An Se Haso (Original: Amr Diab – We Yloumouni) - 2000: Epitelous (mit Keti Garbi) - 2000: An Iparhi Paradisos - 2001: Sou Vazo Diskola - 2001: Ti Fteo - 2002: Fegari - 2002: Tis Diskoles Stigmes - 2002: Skoupidiariko - 2002: Ela Pou...Fovame - 2005: Ta Kalitera Mou Hronia - 2006: Den Epitrepete | - 2006: Na 'Soun Thalassa (mit Sarbel) - 2009: Mia Kokkini Grammi - 2012: Apenanti - 2016: As' Ta Ola Ki Ela - 2018: Lathos Mou (mit Konstantinos Argyros) - 2018: De Me Afora - 2019: Mi Mou Peis Gia Panta - 2019: Hartopolemos - 2020: Paradothika Se Sena - 2020: Gia Mena - 2021: Exapsi - 2021: Iparho Gia Sena - 2022: Den Ntrapikes - 2022: Perifania Mono - 2023: O Hartis |